# Cosimo Faggiano
Cosimo Faggiano (Mesagne, 9 aprile 1949) è un politico italiano.

## Biografia

### Attività politica
Eletto a sindaco di Mesagne dal 1992 al 1996, nelle liste del Partito Democratico della Sinistra.
Nella XIII legislatura viene eletto deputato per l'Ulivo.
Terminato il mandato parlamentare, viene nominato assessore alla sicurezza e legalità a Mesagne.

### La mancata elezione del 2001
Candidato alle elezioni politiche del 2001 nel collegio elettorale di Mesagne (BR) non venne eletto per un clamoroso errore: a causa di un'inversione nella trascrizione delle schede scrutinate avvenuto nel seggio 7 di Latiano, che assegna 89 voti in meno rispetto all'avversario Luciano Sardelli, risulta eletto quest'ultimo.
Sottoposto il caso alla giunta per elezioni della Camera dei Deputati, questa si limita a ricontare le schede bianche e nulle senza modificare l'esito ufficiale; successivamente, dopo il ricorso di Faggiano alla magistratura per falso perseguibile d'ufficio, il tribunale non riscontra un reato nel verbale di seggio ma solo un mero errore materiale, archiviando il fatto (non essendoci reato, la competenza resta alla giunta per le elezioni) e Sardelli viene quindi confermato deputato nonostante l'iniziale disguido e l'errato calcolo dei voti complessivi del collegio.